# Dragons Forever. Il cinema di azione e arti marziali
Dragons Forever. Il cinema di azione e arti marziali è un saggio sul cinema di arti marziali scritto dallo scrittore e maestro di arti marziali Stefano Di Marino.
Nato come semplice ampliamento del saggio precedente, Bruce & Brandon Lee. I segreti del cinema di arti marziali (scritto con lo pseudonimo di Stephen Gunn), il saggio ha acquisito una forma più ampia e dettagliata, fino a diventare una vera e propria guida di questo genere cinematografico.